# Школа мовного існування
Школа мовного існування генго катей сецу (яп. 言語過程説) - напрямок у японському мовознавстві, що склався в кінці 1940-х — початку 1950-х років під впливом ідей Мотокі Токіеди про мову як процес, згідно з якими основним об'єктом вивчення має бути індивідуальний акт говоріння. Сприяла розвитку соціолінгвістики.
Представниками школи мовного існування були Мінору Нісіо, Ецутаро Івабуті, Такесі Сібата, Окі Хаясі. Центром школи став Державний інститут японської мови, створений 1948 року.

## Внесок у лінгвістику
Мотокі Токіеда критикував структурну лінгвістику за погляд на мову з позиції спостерігача, протиставляючи такому підходу тезу про необхідність стати на позицію мовця, що використовує, усвідомлює, тлумачить мову. Витоки своїх поглядів Токіеда виявляв у японської лінгвістичної традиції. З точки зору Токіеди, не існує системи мови, ізольованої від мовленнєвої діяльності:274. Відповідно до ідей Токіеди, представники школи мовного існування зосереджували увагу на вивченні конкретних ситуацій і психологічних характеристик учасників мовного спілкування, займаючись, таким чином, «лінгвістикою мови» в сенсі Фердинана де Сосюра:277.
На відміну від Токіеди, прихильники школи мовного існування цікавилися насамперед соціальними, а не психологічними передумовами мовленнєвої діяльності, зводячи об'єкт лінгвістики до тексту і обстановки його створення або сприйняття і визнаючи мовні одиниці лише науковими абстракціями:277.
У рамках школи створено оригінальні роботи в галузі мовної ситуації і культури мови. В ході досліджень з безліччю інформантів з різних соціальних груп зібрано великий фактичний матеріал (наприклад, Такесі Сібата розробив методику «вивчення мови за 24 години», за якої дослідник фіксує всю мовну діяльність випро́буваного, який розглядається як «типовий представник» тієї чи іншої соціальної групи), що не був повністю теоретично опрацюваний:277.